# Francesca De Sapio
Francesca De Sapio (Roma, 16 agosto 1945) è un'attrice e insegnante italiana.

## Biografia
Francesca De Sapio nasce a Roma nel 1945 ma, complice il trasferimento del padre architetto in Texas nel 1965, inizia la sua carriera negli Stati Uniti d'America, dove studia per intraprendere il mestiere di attrice. Le prime esperienze avvengono al Dallas Theatre Center. Dopo circa un anno si trasferisce a New York, dove continua gli studi nel Dramatic Workshop di Erwin Piscator (che fu anche la prima scuola di Marlon Brando). Continua la sua esperienza al "Circle in the Square" dove Nikos Psacharopoulos la invita a far parte della compagnia del teatro di Williamstown, in Massachusetts. Nei primi anni ottanta diviene docente all'Actor's Studio, dove aveva studiato con Lee Strasberg, affiancando così la carriera di insegnante a quella di attrice tra gli Usa e l'Italia.
Nel 1985, con Giuseppe Perruccio, fonda a New York il Duse Studio, Centro internazionale permanente di formazione e di produzione cinematografica e teatrale. Nel 1987 l'attività del Duse si trasferisce in Italia, prima a Montecatini e poi a Roma.
Tra i suoi allievi: Luisa Ranieri, Antonia Truppo, Giovanna Rei, Giacomo Gonnella, Giorgio Pasotti, Marco Leonardi e Claudio Santamaria.

## Filmografia parziale
- Il padrino - Parte II (The Godfather: Part II), regia di Francis Ford Coppola (1974)
- Il giorno dei cristalli, regia di Giacomo Battiato (1978)[1]
- Chiedo asilo, regia di Marco Ferreri (1979)
- Amo non amo, regia di Armenia Balducci (1979)
- Masoch, regia di Franco Brogi Taviani (1980)
- Matlosa, regia di Villi Hermann (1981)
- Progetto Atlantide, regia di Gianni Serra (1981)
- Desiderio, regia di Anna Maria Tatò (1983)
- Acque di primavera, regia di Jerzy Skolimowski (1989)
- Jona che visse nella balena, regia di Roberto Faenza (1993)
- The Eighteenth Angel, regia di William Bindley (1997)
- Ultimo stadio, regia di Ivano De Matteo (2002)
- Ferrari, regia di Carlo Carlei (2003) - Film TV
- Il fuggiasco, regia di Andrea Manni (2003)
- Sandra Kristoff, regia di Vito Vinci (2005)
- L'inchiesta, regia di Giulio Base (2006) - miniserie TV
- Le cose in te nascoste, regia di Vito Vinci (2005)
- Segreti di famiglia (Tetro), regia di Francis Ford Coppola (2009)
- Lacci, regia di Daniele Luchetti (2020)